# ニタッラサンペ
ニタッラサンペまたはニッタラサンペは、アイヌに伝わる妖怪。
姿はマリモのような球形で、翼が生えており、色は茶褐色。全長は約20センチメートル、または2メートルといわれる。地面を転がって走り、その様子を見た者は運勢が悪くなってしまうといわれている。
名称は「湿地の苔の心臓」を意味する。